# Нью-Йорк Рейнджерс
«Нью-Йорк Ре́йнджерс» (англ. New York Rangers) — профессиональный хоккейный клуб, выступающий в Столичном дивизионе, Восточной конференции Национальной хоккейной лиги (НХЛ). Базируется в Манхэттене, город Нью-Йорк, штат Нью-Йорк, США. Играет домашние игры в «Мэдисон-сквер-гарден», является одной из старейших команд лиги. Также одна из команд «Оригинальной шестёрки», наряду с «Детройт Ред Уингз», «Торонто Мейпл Лифс», «Монреаль Канадиенс», «Бостон Брюинз» и «Чикаго Блэкхокс». Является первой американской командой НХЛ, выигравшей Кубок Стэнли.
Обладатель Кубка Стэнли 1928, 1933, 1940 и 1994 годов.

## История

### Расширение НХЛ и создание новой команды
История клуба «Нью-Йорк Рейнджерс» началась в 1924 году, когда в составе НХЛ (Национальной Хоккейной Лиге) насчитывалось всего 6 команд. Перед началом сезона 1924/25 перед руководством лиги встал вопрос о необходимости расширения. С финансовой точки зрения город Нью-Йорк лучше всего подходил для создания новой команды. Однако единственной спортивной ареной в этом городе был «Мэдисон Сквер Гарден», а владелец стадиона Текс Рикард никак не решался переоборудовать свою собственность под каток. Однако позже он всё же решился на перестройку, а причиной изменения своего решения, Рикард назвал «Монреаль Канадиенс» (увидев их матч, Текс был так впечатлен игрой Хоуи Моренца, что почти сразу же согласился сделать «Мэдисон» домом для хоккейной команды). Таким образом в лиге появилась команда «Нью-Йорк Америкэнз». Впоследствии Рикард предложил своему коллеге Конну Смайту сформировать костяк новой команды «Рейнджерс», используя как основу уже существующих «Американцев». В прессе новую команду нарекли «Рейнджерами Текса» (игра слов, «Техасские Рейнджеры» — «Текс Рейнджерс», так как по-английски эти два слова звучат практически одинаково). Именно из-за этого пошло другое прозвище, которое переродилось в официальное название команды — «Нью-Йорк Рейнджерс».

### Первые годы существования
Игроки команды — братья Билл и Бан Кук вместе с Фрэнком Буше — были одной из первых великих троек в НХЛ. Только Буше удавалось за восемь сезонов, с 1927 по 1934 год, 7 раз получить приз «Леди Бинг Трофи», который вручается главному джентльмену лиги. Буше был прекрасным распасовщиком, а Кук считался едва ли не самым опасным снайпером лиги. Нью-йоркское звено дважды приводило клуб к чемпионскому титулу — в 1928 году и в 1933 году. Буше удалось привести команду и к третьему титулу в 1940 году, но уже в качестве тренера. С «Нью-Йорк Рейнджерс» связана одна из самых невероятных историй НХЛ. В 1928 году, во второй игре финальной серии против «Монреаль Марунз» генеральный менеджер и тренер клуба, 44-летний Лестер Патрик сменил получившего травму голкипера Лорна Шабо и сам встал в ворота. История завершилась весьма по-голливудски — «Рейнджерс» стали чемпионами, а Патрик национальным героем. За первые свои 6 сезонов «Рейнджеры» пять раз играли в финале плей-офф. Фрэнк Буше из сезона в сезон становился лучшим распасовщиком и получал один «Леди Бинг» за другим (руководство лиги даже приняло решение передать ему этот трофей на вечное хранение). В 1933 году Билл Кук выиграл свой второй титул лучшего снайпера лиги, а в финале против «Торонто» забил «золотой» гол в овертайме (таким образом «Рейнджеры» выиграли свой второй Кубок Стэнли).
За свои первые 16 сезонов «Нью-Йорк Рейнджерс» лишь один раз не попали в плей-офф, и только дважды опускались ниже третьего места в турнирной таблице по итогам сезона. Клуб трижды становился лучшей командой регулярного первенства, пять раз «Рейнджеры» финишировали вторыми и шесть раз третьими.

### 40-е годы
В 1940 году «Рейнджерс», ведомые «тройкой бородачей», состоящей из нынешних членов Зала хоккейной славы НХЛ Нила Колвилля, его брата Мака Колвилля и Алекса Шибицки, выиграли третий Кубок Стэнли. Однако для всего города Нью-Йорка в дальнейшем число 1940 сыграет большую роль, и выйдет так, что это число будет ненавистно болельщикам «Рейнджерс». Дело в том, что с 1980-х годов, болельщики другой нью-йоркской блистательной команды — «Нью-Йорк Айлендерс» — будут использовать клич «Nineteen-fourty» (1940), напоминая, насколько же давно был выигран «рейнджерами» этот третий Кубок. Среди болельщиков «рейнджеров» даже стало распространённым суеверие о некоем проклятии, преследующем клуб с тех времён. Так или иначе, но эта кричалка потеряла свой смысл лишь в 1994 году (этим же годом датируется и «снятие проклятия»). Вторая мировая война перевернула жизни многих людей, а большая часть хоккеистов сменила спортивную экипировку на военную форму. Ледовые сражения переместились на фронт. За годы войны «Нью-Йорк Рейнджерс» сильно сдали свои позиции, а приемлемые результаты начали показывать только с 1947 года. Ясно, что интересы людей в то время хоккей занимал в меньшей степени. За 13 сезонов команда всего дважды пробивалась в плей-офф. В сезоне 1947-48-го годов Бадди О’Коннор стал самым первым «Рейнджером», который получил «Харт Трофи» (трофей, вручаемый самому ценному игроку НХЛ).

### 1950-е и 1960-е годы
В 1950 году титул «Самый ценный игрок» (MVP) получил голкипер «Рейнджеров» Чак Рэйнер. Но индивидуальные трофеи не позволяли команде вести борьбу на равных с лидерами лиги. В общей сложности за 24 года (с 1942 года по 1966 год) — «Нью-Йорк Рейнджерс» 18 раз не попадала в плей-офф. В 50-е годы «Рейнджеры» заполучили в свои ряды много блистательных игроков, которые впоследствии стали членами зала славы — Гампа Уорсли, Энди Батгейта, Гарри Хоуэлла, Билла Гэдсби и Дина Прентиса. С ними были связаны последующие успехи команды. «Рейнджерс» все чаще и чаще стали попадать в плей-офф. В 1959 году Батгейт выиграл «Харт Трофи», а в 1967 году Хебентон получил приз лучшему защитнику сезона. Эпоха возрождения началась в 1960-е годы, когда командой руководил генеральный менеджер и тренер Эмиль Фрэнсис.

### 1970-е и 1980-е годы
В 1966-1975 годы «Рейнджерс» неизменно выходили в плей-офф (выдающаяся серия на фоне былых неудач команды). Род Жильбер, обновивший клубные рекорды результативности, и его партнеры по звену Жан Рателль и Вик Хэдфилд постепенно сделали клуб одним из фаворитов лиги. В сезоне 1971/72 «рейнджеры» вышли в финал плей-офф, где в шести матчах проиграли «Бостону». Команда, играющая в быстрый и комбинационный хоккей, имела куда меньше шансов стать чемпионом, чем играющие в силовой манере «медведи». Как заявляли эксперты, «Рейнджерс» банально не хватало физической мощи: хоккеисты не в каждом моменте были способны противопоставить атлетичным бостонцам грамотную силовую игру. В 1979 году команда вновь добрались до финала плей-офф, но проиграли легендарным «Монреалем», а следующий финал для команды из города Нью-Йорка состоялся лишь 15 лет спустя, в 1994 году. Интересный факт, что с того же 1979 года и на протяжении девяти лет все команды, которые выбивали «Рейнджерс» из плей-офф, затем играли в финале. В 1989 году пост генерального менеджера «Нью-Йорк Рейнджерс» занял Нил Смит (именно с его приходом связывают чемпионство 1994 года).

### 1990-е годы и четвёртый Кубок Стэнли
Перед началом сезона 1991/92 Нил Смит приобрел в «Эдмонтоне» легендарного центрфорварда Марка Мессье, который в том чемпионате получил «Харт Трофи» и сразу же стал харизматическим лидером «Рейнджерс». Три сезона потребовалось ньюйоркцам на то, чтобы команда сплотилась вокруг «экс-нефтяника» Мессье и пошла в решающий «крестовый поход» под предводительством нового капитана. После того как обладатели Президентского кубка («Рейнджерс» стали лучшей командой в регулярном чемпионате) в семи матчах полуфинала прошли «Нью-Джерси», казалось, что команде уже ничто не может помешать повторить успех 54-летней давности (в финале их ждал «Ванкувер», завершивший регулярный чемпионат на общем 14-м месте), однако «Кэнакс», правильно распределили силы в чемпионате и по ходу плей-офф прибавляли от матча к матчу. После поражения в первом же матче, игроки «Нью-Йорк Рейнджерс» собрались и победили канадцев 3 раза подряд. Положение «Ванкувера» после 4-х игр стало критическим, а спасать серию при счете 1:3 удавалось лишь единицам. Невероятно, но канадцам удалось сделать практически невозможное, а перед «Рейнджерами» снова замаячила тень проклятья, которое было наложено на команду в 1940 году. Все решилось в седьмом (финальном) матче серии. Перед выходом хоккеистов на лед главный теренер Майк Кинэн произнёс такую речь в раздевалке, что даже много повидавший в хоккейном мире Марк Мессье назвал её так: «самая великая накачка, что я когда-либо слышал». Не без труда «Рейнджеры» выиграли решающую игру 3:2, кубок вернулся в Нью-Йорк, в «Мэдисон-сквер-гарден», а Марк Мессье и «рейнджеры» купались в лучах славы. Самым ценным игроком плей-офф был признан защитник атакующего плана техасец Брайан Лич, это был первый случай в истории НХЛ, когда престижный трофей получил игрок без канадского происхождения.
В том составе «рейнджеров», помимо Лича и Мессье, блистали Алексей Ковалёв, Адам Грейвз, Сергей Зубов и голкипер Майк Рихтер, также огромный вклад в победу внесли «рабочие лошадки» Крейг Мактавиш (один из последних игроков НХЛ, имевших право играть без шлема), Эса Тикканен, Стив Лармер, Сергей Немчинов, Александр Карповцев и «телохранитель» Марка Мессье — Джефф Бьюкебум. По безоговорочному признанию всех специалистов и болельщиков финал Кубка Стэнли-94 стал классикой жанра, так как романтика открытого хоккея, лихо закрученной интриги и высоких скоростей надолго запомнились любителям хоккея.
В сезоне 1995/96 годов «Нью-Йорк Рейнджерс» заняли второе место, но в плей-офф во втором раунде в пяти матчах проиграли «Питтсбургу». Несмотря на то, что летом 1996 года в команду пришёл великий Уэйн Гретцки, «рейнджеры» остановились в двух шагах от Кубка Стэнли, проиграв в финале конференции в пяти матчах «Филадельфии». Летом 1997 года Марк Мессье перешёл в «Ванкувер». Это казалось бы, не столь значимое событие, при наличии Гретцки, Лича, Рихтера и других звезд лиги, однако после ухода капитана «рейнджеры» сумели попасть в плей-офф лишь спустя 8 лет (в сезоне 2005/06). «Рейнджерс» лихорадило, а ради достижения сиюминутного результата скупались все свободные агенты, генеральные менеджеры Нил Смит (до 2000 года), а впоследствии сменивший его Глен Сатер, не жалели бюджетных денег ни на кого, чье приобретение хоть как-то могло вытащить команду из ямы. Летом 1999 года комиссар лиги Гэри Беттмэн сказал, — «Произошло чудо! Рейнджеры скупили всех свободных игроков на летнем рынке агентов». Тогда в команду пришли Тео Флёри, Джон Маклин, Валерий Каменский и многие другие. Однако это не принесло команде никакого результата, а с Флери вообще произошла, как оказалось в дальнейшем, огромная ошибка (в сезоне 1999/2000 он провел свой худший сезон в карьере — 15 голов и 49 передач, а в следующем сезоне из-за проблем с алкоголем, в буквальном смысле, пропал из расположения команды и долго лечился от своего недуга).

### Начало XXI века
С появлением Глена Сатера на посту генерального менеджера дела команды в гору не пошли, из громких приобретений можно назвать лишь возвращение уже довольно постаревшего Марка Мессье и приобретение Эрика Линдроса, который на тот момент уже получил 6 сотрясений мозга. В дальнейшем, несмотря на отсутствие результата, Глен Сатер продолжал придерживаться своей стратегии — покупать за любую цену игроков с именем и приличным стажем. Таким образом в команде появился Павел Буре (стоивший огромных денег), но он так и не отыграл за команду ни одного полноценного сезона. В сезоне 2005-06-го года «Рейнджерс», наконец, вышли в плей-офф. Случилось это долгожданное событие во многом благодаря тому, что после локаута и пропущенного сезона 2004/05, «рейнджерам» удалось заполучить в команду Яромира Ягра, Мартина Страку, Микаэля Ньюландера и блистательного шведского вратаря-новичка Хенрика Лундквиста (выбранный на драфте в 7-м раунде под 205 номером, Хенрик показал себя отличным голкипером в первом же сезоне в НХЛ). В том сезоне у «Нью-Йорк Рейнджерс» наконец-то завершилась 8-летняя чёрная полоса. Перед сезоном 2007/08 «Рейнджеров» ожидало очередное серьёзное усиление, удалось подписать контракты со свободными агентами, американцами Скоттом Гомесом и Крисом Друри (звездами НХЛ). Эти приобретения показали, что, несмотря ни на какие предыдущие ошибки с покупками дорогостоящих хоккеистов, нью-йоркцы не собираются изменять своим принципам формирования состава за счет суперзвезд, имеющих как бесценный опыт, так и груз преследующих их травм. С сезона 2005/06 до сезона 2007/08 «Нью-Йорк Рейнджерс» неизменно выходили в плей-офф, дважды вылетали во втором раунде (2006-07 и 2007-08) и один раз в первом (2005-06).
Перед началом сезона 2014/15 новым капитаном команды был назначен защитник Райан Макдона. Сезон 2014/15 «рейнджеры» провели уверенно и в борьбе с «Анахаймом» и «Монреалем» сумели выиграть Президентский Кубок. В плей-офф «Рейнджерс» сперва в пяти матчах одолели своих прошлогодних соперников из «Питтсбурга». В полуфинале конференции встретились с «Вашингтон Кэпиталз». После четырёх матчей уступали «Кэпиталз» в серии со счётом 1-3, однако хоккеисты из Нью-Йорка сумели сравнять счёт в серии, а в овертайме седьмого матча Дерек Степан вывел «Рейнджерс» в финал конференции, в котором уступили в семи матчах «Тампе-Бэй Лайтнинг».

## Статистика

### Результаты последних сезонов
Сокращения: И = сыгранные матчи в регулярном чемпионате, В = победы, П = поражения, ПО = поражения в овертаймах, О = очки, ЗШ = забитые шайбы, ПШ = пропущенные шайбы, Рег. чемп. = место, занятое в указанном дивизионе по итогам регулярного чемпионата, Плей-офф = результат в плей-офф
| Сезон   | И  | В  | П  | ПО | О   | ЗШ  | ПШ  | Рег. чемп.   | Плей-офф |
| 2018-19 | 82 | 32 | 36 | 14 | 78  | 227 | 272 | 7, Столичный | не попали в плей-офф |
| 2019-20 | 70 | 37 | 28 | 5  | 79  | 234 | 222 | 7, Столичный | поражение в квалификационном раунде, 0-3 («Каролина»)                                                                                 |
| 2020-21 | 56 | 27 | 23 | 6  | 60  | 177 | 157 | 5, Восточный | не попали в плей-офф |
| 2021-22 | 82 | 52 | 24 | 6  | 110 | 254 | 207 | 2, Столичный | победа в первом раунде, 4-3 («Питтсбург») победа во втором раунде, 4-3 («Каролина») поражение в финале конференции, 2-4 («Тампа-Бэй») |
| 2022-23 | 82 | 47 | 22 | 13 | 107 | 277 | 219 | 3, Столичный | поражение в первом раунде, 3-4 («Нью-Джерси»)                                                                                         |
| 2023-24 | 82 | 55 | 23 | 4  | 114 | 282 | 229 | 1, Столичный | победа в первом раунде, 4-0 («Вашингтон») победа во втором раунде, 4–2 («Каролина) поражение в финале конференции, 2-4 («Флорида»)    |
| 2024-25 | 82 | 39 | 36 | 7  | 85  | 256 | 255 | 5, Столичный | не попали в плей-офф |

## Команда

### Текущий состав
| №                         | Игрок               | Страна                    | Хват    | Дата рождения              | Рост (см) | Вес (кг) | Средняя зарплата ($) | Действителен до |
| Вратари                   | Вратари             | Вратари                   | Вратари | Вратари                    | Вратари   | Вратари  | Вратари              | Вратари         |
| ------------------------- | ------------------- | ------------------------- | ------- | -------------------------- | --------- | -------- | -------------------- | --------------- |
| 31                        | Игорь Шестёркин     | Россия                    | Левый   | 30 декабря 1995 (29 лет)   | 185       | 83       | 11,500,000           | 2032/33         |
| 32                        | Джонатан Куик       | Соединённые Штаты Америки | Левый   | 21 января 1986 (39 лет)    | 184       | 100      | 1,550,000            | 2025/26         |
| Защитники                 |                     |                           |         |                            |           |          |                      |                 |
| 4                         | Брэйден Шнайдер     | Канада                    | Правый  | 20 сентября 2001 (23 года) | 188       | 92       | 2,200,000            | 2025/26         |
| 14                        | Коннор Макки        | Соединённые Штаты Америки | Левый   | 12 сентября 1996 (28 лет)  | 188       | 91       | 775,000              | 2025/26         |
| 17                        | Уилл Борген         | Соединённые Штаты Америки | Правый  | 19 декабря 1996 (28 лет)   | 191       | 90       | 4,100,000            | 2029/30         |
| 18                        | Урхо Вааканайнен    | Финляндия                 | Левый   | 1 января 1999 (26 лет)     | 188       | 91       | 1,550,000            | 2026/27         |
| 23                        | Адам Фокс — А       | Соединённые Штаты Америки | Правый  | 17 февраля 1998 (27 лет)   | 180       | 82       | 9,500,000            | 2028/29         |
| 24                        | Карсон Суси         | Канада                    | Левый   | 24 июля 1994 (31 год)      | 195       | 94       | 3,250,000            | 2025/26         |
| 29                        | Мэттью Робертсон    | Канада                    | Левый   | 9 марта 2001 (24 года)     | 191       | 88       | 775,000              | 2026/27         |
| 56                        | Скотт Морроу        | Соединённые Штаты Америки | Правый  | 1 ноября 2002 (22 года)    | 188       | 87       | 916,667              | 2025/26         |
| 84                        | Владислав Гавриков  | Россия                    | Левый   | 21 ноября 1995 (29 лет)    | 190       | 95       | 7,000,000            | 2031/32         |
| Левые крайние нападающие  |                     |                           |         |                            |           |          |                      |                 |
| 10                        | Артемий Панарин — А | Россия                    | Правый  | 30 октября 1991 (33 года)  | 180       | 76       | 11,642,857           | 2025/26         |
| 13                        | Алекси Лафреньер    | Канада                    | Левый   | 11 октября 2001 (23 года)  | 186       | 87       | 7,450,000            | 2031/32         |
| 50                        | Уилл Кайлле         | Канада                    | Левый   | 5 февраля 2002 (23 года)   | 191       | 95       | 3,900,000            | 2026/27         |
| 65                        | Бретт Берард        | Соединённые Штаты Америки | Левый   | 9 сентября 2002 (22 года)  | 175       | 79       | 867,500              | 2025/26         |
| 78                        | Бреннан Отманн      | Канада                    | Левый   | 5 января 2003 (22 года)    | 183       | 82       | 863,333              | 2025/26         |
| Центрфорварды             |                     |                           |         |                            |           |          |                      |                 |
| 8                         | Джей Ти Миллер      | Соединённые Штаты Америки | Левый   | 14 марта 1993 (32 года)    | 186       | 93       | 8,000,000            | 2029/30         |
| 16                        | Винсент Трочек      | Соединённые Штаты Америки | Левый   | 11 июля 1993 (32 года)     | 180       | 82       | 5,625,000            | 2029/30         |
| 22                        | Джонни Бродзински   | Соединённые Штаты Америки | Правый  | 19 июня 1993 (32 года)     | 185       | 98       | 787,500              | 2025/26         |
| 37                        | Джастин Даулинг     | Канада                    | Левый   | 1 октября 1990 (34 года)   | 178       | 84       | 775,000              | 2026/27         |
| 39                        | Сэм Кэррик          | Канада                    | Правый  | 4 февраля 1992 (33 года)   | 183       | 91       | 1,000,000            | 2026/27         |
| 71                        | Юусо Пярссинен      | Финляндия                 | Левый   | 1 февраля 2001 (24 года)   | 191       | 96       | 1,250,000            | 2026/27         |
| 73                        | Мэтт Ремпе          | Канада                    | Правый  | 29 июня 2002 (23 года)     | 203       | 109      | 975,000              | 2026/27         |
| 84                        | Адам Эдстрём        | Швеция                    | Левый   | 12 октября 2000 (24 года)  | 187       | 101      | 975,000              | 2026/27         |
| 93                        | Мика Зибанежад — А  | Швеция                    | Правый  | 18 апреля 1993 (32 года)   | 187       | 101      | 8,500,000            | 2029/30         |
| Правые крайние нападающие |                     |                           |         |                            |           |          |                      |                 |
|                           | Тэйлор Рэддиш       | Канада                    | Правый  | 18 февраля 1998 (27 лет)   | 188       | 90       | 1,500,000            | 2026/27         |
| 94                        | Габриэль Перро      | Соединённые Штаты Америки | Левый   | 7 мая 2005 (20 лет)        | 180       | 75       | 941,667              | 2026/27         |

### Капитаны команды
| Год       | Игрок          |
| --------- | -------------- |
| 1926—1937 | Билл Кук       |
| 1937—1942 | Арт Коултер    |
| 1942—1945 | Отт Хеллер     |
| 1945—1948 | Нилл Колвилл   |
| 1949—1950 | Бадди О'Коннор |
| 1950—1951 | Фрэнк Эддоллс  |
| 1951—1953 | Аллан Стэнли   |
| 1953—1955 | Дон Рейли      |
| 1955—1957 | Гарри Хауэлл   |
| 1957—1961 | Ред Салливан   |
| 1961—1964 | Энди Батгейт   |
| 1964—1965 | Камилл Генри   |
| 1964—1971 | Боб Невин      |
| 1972—1974 | Вик Хэдфилд    |
| 1974—1975 | Брэд Парк      |
| 1975—1978 | Фил Эспозито   |
| 1978—1980 | Дэйв Мэлони    |
| 1980—1981 | Уолт Ткачук    |
| 1981—1986 | Барри Бэк      |
| 1986—1987 | Рон Грешнер    |
| 1987—1991 | Келли Кисио    |
| 1991—1997 | Марк Мессье    |
| 1997—2000 | Брайан Лич     |
| 2000—2004 | Марк Мессье    |
| 2006—2008 | Яромир Ягр     |
| 2008—2011 | Крис Друри     |
| 2011—2014 | Райан Кэллахан |
| 2014—2018 | Райан Макдона  |
| 2022—2024 | Джейкоб Труба  |

### Штаб
| Должность            | Имя            | Страна                    | Дата рождения            | В должности |
| -------------------- | -------------- | ------------------------- | ------------------------ | ----------- |
| Генеральный менеджер | Крис Друри     | Соединённые Штаты Америки | 20 августа 1976 (48 лет) | с 2021 года |
| Главный тренер       | Майк Салливан  | Соединённые Штаты Америки | 27 февраля 1968 (57 лет) | с 2025 года |
| Помощник тренера     | Дэвид Куинн    | Соединённые Штаты Америки | 30 июля 1966 (59 лет)    | с 2025 года |
| Помощник тренера     | Тай Хеннес     | Соединённые Штаты Америки | 7 ноября 1979 (45 лет)   | с 2025 года |
| Помощник тренера     | Джо Сакко      | Соединённые Штаты Америки | 4 февраля 1969 (56 лет)  | с 2025 года |
| Тренер вратарей      | Джефф Малкольм | Канада                    | 13 апреля 1989 (36 лет)  | с 2024 года |

### Неиспользуемые номера
- 1 — Эдди Джакомин, вратарь (1965—1975). Выведен из обращения 15 марта 1989 года.
- 2 — Брайан Лич, защитник (1987—2004). Выведен из обращения 24 января 2008 года.
- 3 — Гарри Хауэлл, защитник (1952—1969). Выведен из обращения 22 февраля 2009 года.
- 7 — Род Жильбер, крайний нападающий (1961—1978). Выведен из обращения 14 октября 1979 года.
- 9 — Адам Грэйвз, крайний нападающий (1991—2001). Выведен из обращения 3 февраля 2009 года.
- 9 — Энди Батгейт, центральный нападающий (1952—1964). Выведен из обращения 22 февраля 2009 года.
- 11 — Марк Мессье, центральный нападающий (1991—1997, 2000—2005). Выведен из обращения 12 января 2006 года.
- 11 — Вик Хэдфилд, крайний нападающий (1963—1974). Выведен из обращения 2 декабря 2018 года.
- 19 — Жан Ратель, центральный нападающий (1960—1975). Выведен из обращения 25 февраля 2018 года.[1]
- 30 — Хенрик Лундквист, вратарь (2005—2020). Выведен из обращения 28 января 2022 года[2].
- 35 — Майк Рихтер, вратарь (1989—2003). Выведен из обращения 4 февраля 2004 года.
- 99 — Уэйн Грецтки, центральный нападающий (1996—1999). Выведен из обращения во всей НХЛ 6 февраля 2000 года.

## Индивидуальные рекорды
- Наибольшее количество очков за сезон: Яромир Ягр — 123 (2005-06)
- Наибольшее количество заброшенных шайб за сезон: Яромир Ягр — 54 (2005-06)
- Наибольшее количество результативных передач за сезон: Брайан Лич — 80 (1991-92)
- Наибольшее количество штрафных минут за сезон: Трой Маллетт — 305 (1989-90)
- Наибольшее количество очков, набранных защитником за один сезон: Брайан Лич — 102 (1991-92)